# Phare de Capo Bellavista
Le phare de Capo Bellavista (en italien : Faro di Capo Bellavista) est un phare situé à l'extrémité de Capo Bellavista. Il appartient au hameau portuaire d'Arbatax de la commune de Tortolì en mer Tyrrhénienne, dans la Province de l'Ogliastra (Sardaigne), en Italie.

## Description
Le phare se compose d'une tour quadrangulaire en maçonnerie de 19 m de haut, avec galerie et lanterne, au sommet d'une maison de gardiens de deux étages. Le bâtiment est peint en blanc et le dôme de la lanterne est gris métallisé. Il émet, à une hauteur focale de 165 m, deux brefs éclats blancs toutes les 10 secondes. Sa portée est de 26 milles nautiques (environ 48 km).
Identifiant : ARLHS : SAR-008 ; EF-1246 - Amirauté : E1032 - NGA : 8564 .

## Caractéristiques dufeu maritime
Fréquence : 10 secondes (W)
- Lumière : 0.2 seconde
- Obscurité : 2.3 secondes
- Lumière : 0.2 seconde
- Obscurité : 7.3 secondes

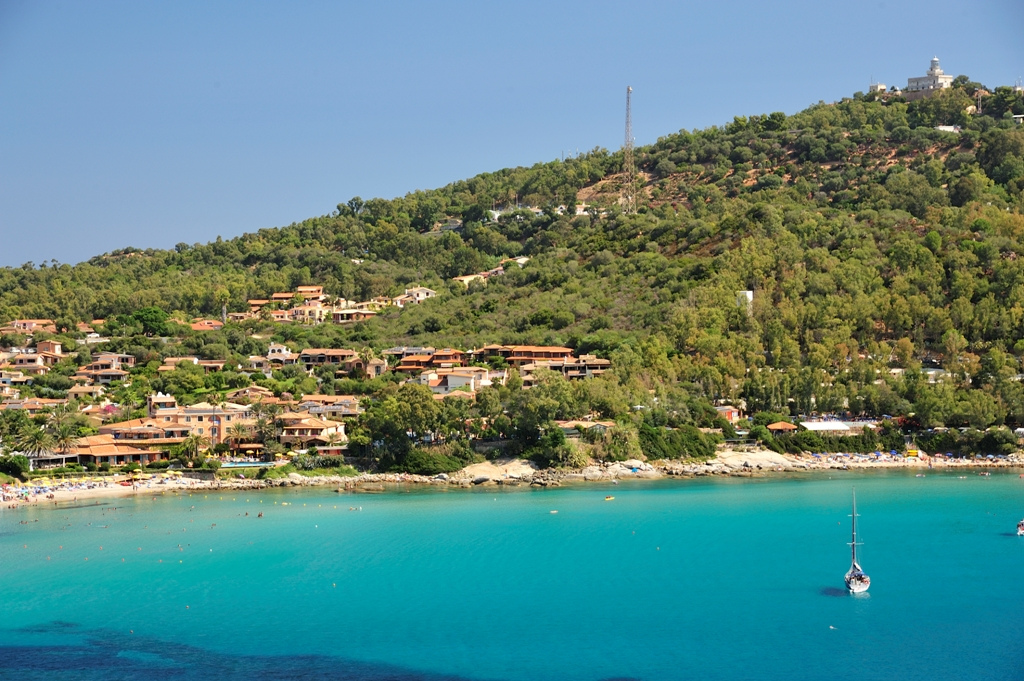
Arbatax.
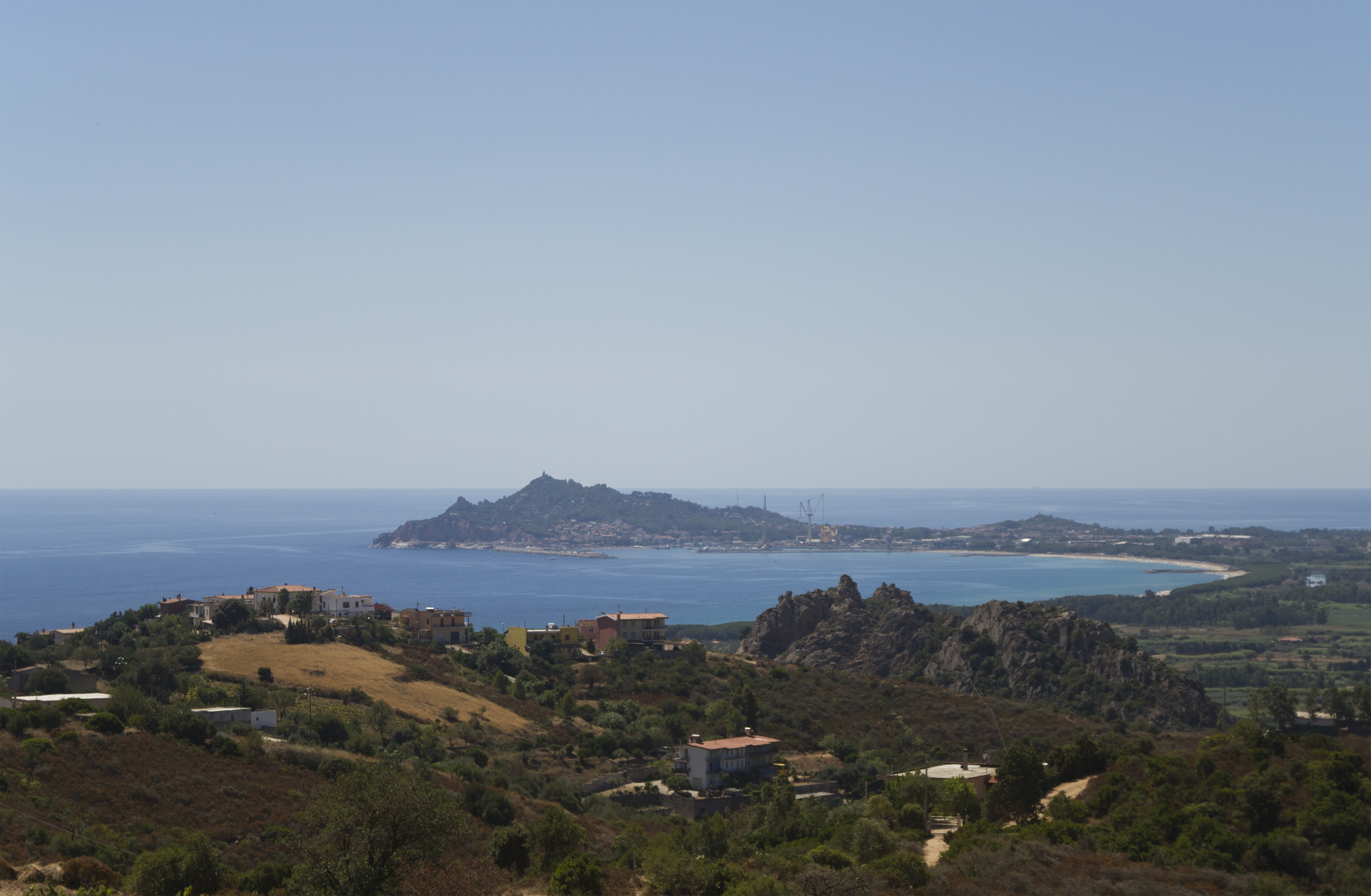
Capo Bellavista.